# Natisite
La natisite è un minerale.